# 스카이라인

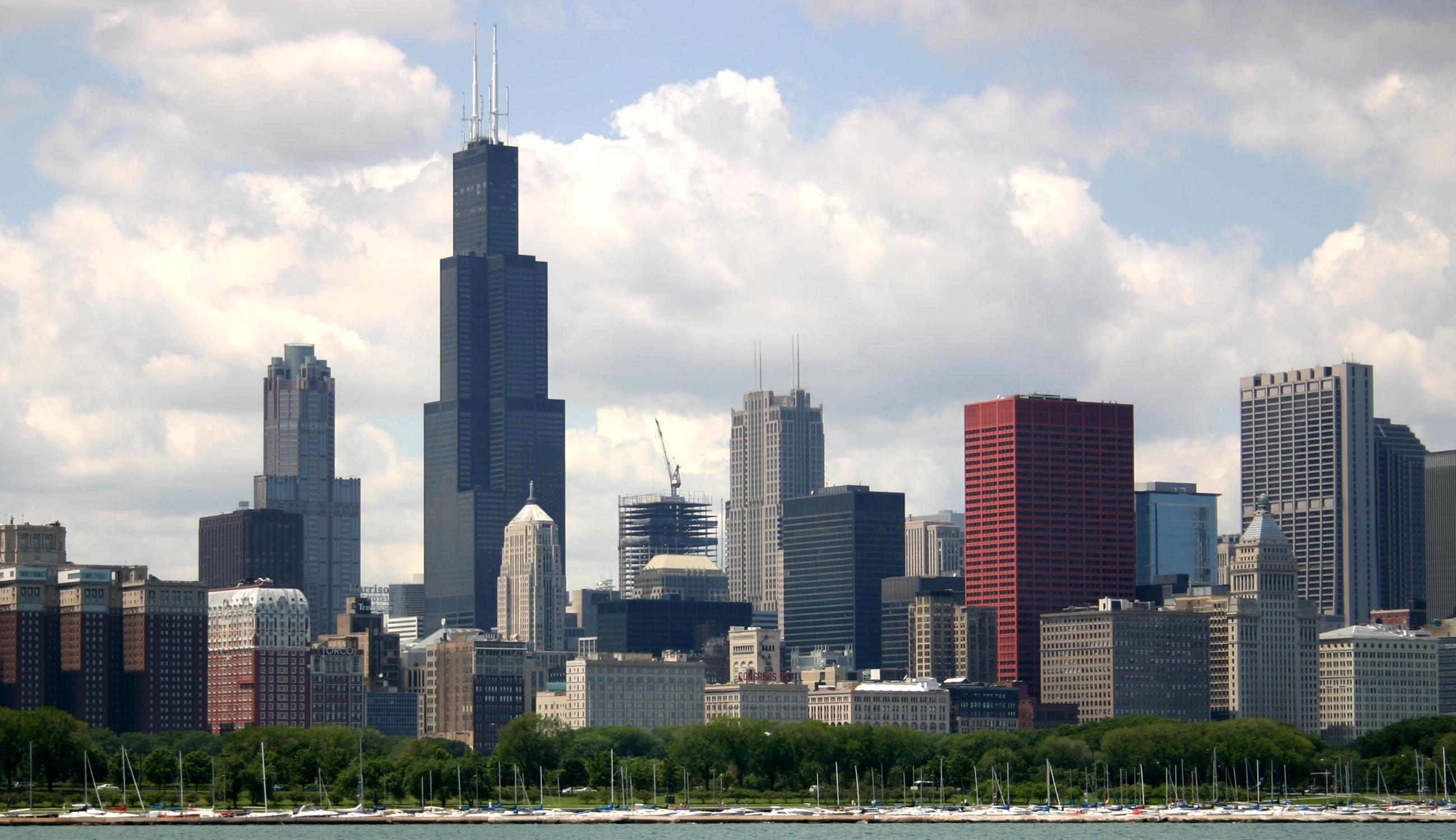
미시간호에서 바라보는 시카고의 스카이 라인. 시카고는 현대 도시의 스카이라인 발상지의 하나로 꼽힌다.

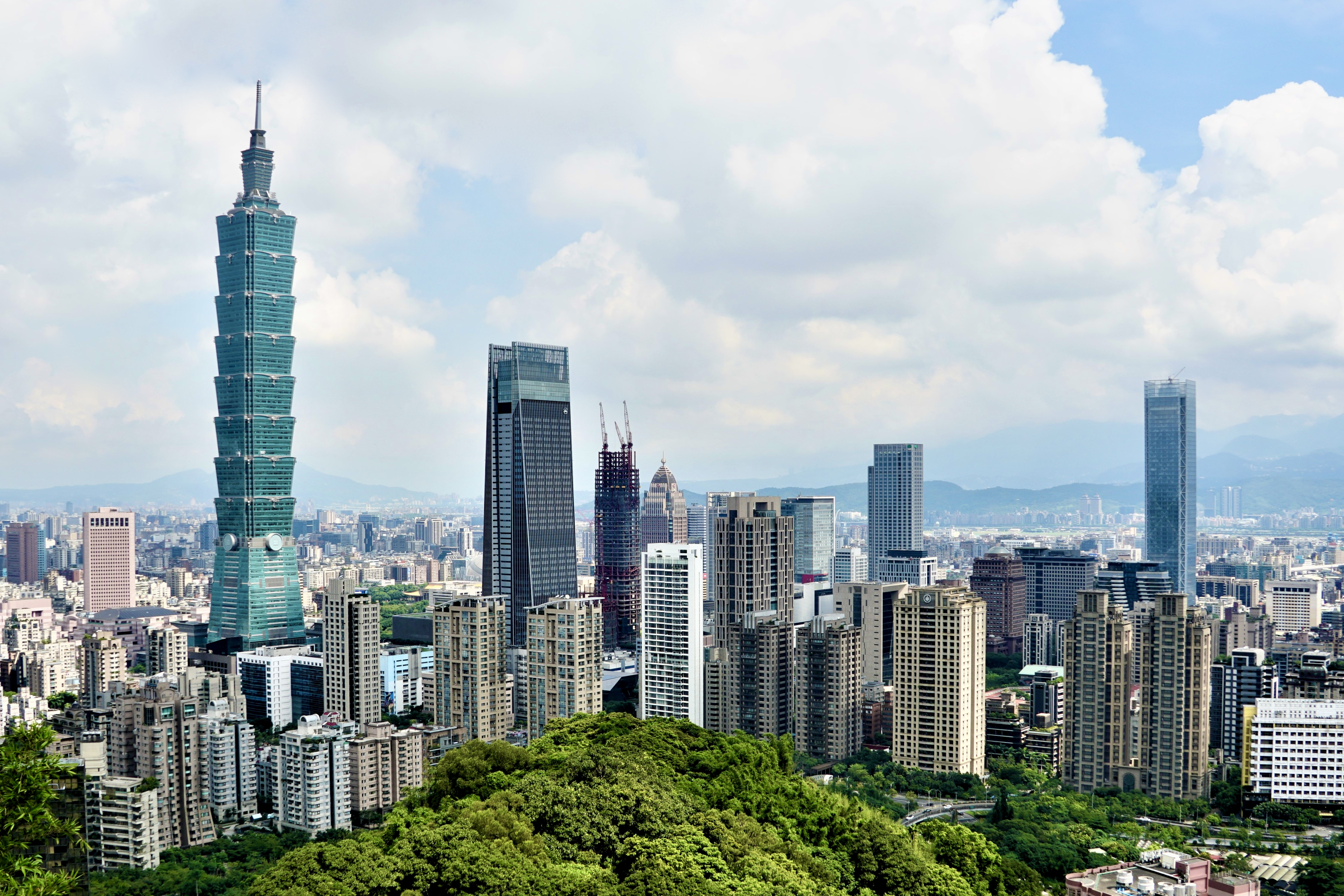
대만의 수도 - 타이베이의 스카이 라인

스카이라인(skyline)은 하늘을 배경으로, 도시의 마천루와 하늘이 닿는 윤곽선이다. 대도시에서는 고층 빌딩이 주로 스카이라인을 형성한다.

## 같이 보기
- 마천루의 저주
- 마천루가 가장 많은 도시 목록